# Zeitschrift für Thüringische Geschichte
Die Zeitschrift für Thüringische Geschichte (ZThG) ist eine geschichtswissenschaftliche Fachzeitschrift. Sie veröffentlicht Aufsätze und Buchbesprechungen für den Bereich Thüringische Landesgeschichte und erscheint seit dem Jahr 2007 (Band 61) unter diesem Titel im Verlag Ph. C. W. Schmidt in Neustadt an der Aisch. Herausgeber ist der im Jahr 1990 wieder gegründete Verein für Thüringische Geschichte zusammen mit der Historischen Kommission für Thüringen.
Neben der Zeitschrift erscheinen in unregelmäßigen Abständen Beihefte zu speziellen Themenkreisen (früher: Supplementbände).

## Geschichte
Vorgänger-Zeitschrift war die Zeitschrift des Vereins für Thüringische Geschichte und Alterthumskunde von 1854 (Band 1) bis 1943 (Band 45). Diese wurde vom Verein für Thüringische Geschichte und Alterthumskunde, der von 1852 bis 1950 existierte, im Eigenverlag herausgegeben. Von 1992 (Band 46) bis 2006 lautete der Titel Zeitschrift des Vereins für Thüringische Geschichte (ZVThG).